# Babuszki
Babuszki (ukr. Бабушки, Babuszky) – wieś w rejonie cudnowskim obwodu żytomierskiego.